# Херодик
Херодик (на старогръцки: Ἡρóδιĸος, Herodicus) е древногръцки лекар, живял през V век пр. Хр., роден в Силиврия в Тракия, на брега Мраморно море. Той е вероятно учител на Хипократ.
Херодик е победител по гимнастика (παιδοτρίβης) и софист.